# شهرستان ساقین
ناحیهٔ ساقین (به عربی: مدیریة ساقین) یک ناحیه در یمن است که در استان صعده واقع شده‌است.
ناحیهٔ ساقین ۵۲٬۵۲۱ نفر جمعیت دارد.